# 納粹德國的兒童政治宣傳

1920年代至1945年间，纳粹党对德国儿童的政治宣傳深深影响到下一代德国公民的价值观和信念。纳粹党针对性的以强制加入的青年组织、学校裡种族纯潔性的課程和反犹太的儿童书籍，利用了儿童對犹太社区的无知（這是因為德国犹太人口雖然是欧洲最大的，相對德國的总人口，它仍是只佔少數，只有525 000名 成员(0.75％)  

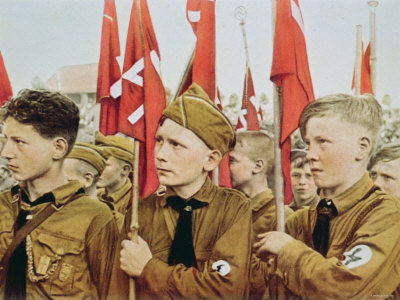
希特勒青年团的成員。

## 青年组织
自1920年代以降，纳粹党的宣傳「針對德国青年，以他們为特別著眼的宣傳對象」 。他们鼓励为「活躍、弹性、富有前瞻性和希望的」孩子们成立纳粹青年团体 。隨著纳粹党增長，受他們影響的孩子数量亦同時增加。到1936年，「所有10到17岁的男孩和女孩都必須加入纳粹青年团体。」
希特拉青年團成立于1926年，训练年轻男孩为冲锋队成员（SA；风暴支队），纳粹党主要准军事组织。1933年，希特勒青年团的领导人决定把男孩集成到纳粹国家社区和准备他們作党卫队士兵（SS，符號化為）
希特勒青年团的成员从1933年1月的50000名猛增到該年年底的超过200万名。在團员身份成为强制性之前（1939），团员已超过540万，与700000多名德国青年领导职位。一旦加入希特勒青年团是强制性的時候，「德国当局…禁止或解散與之竞争的其他青年组织」。纳粹党利用希特勒青年团和德國少女聯盟作为塑造德国青年的思想和创造达到「超越在1933年之前為德國所特有的阶级和宗教分歧」的大规模社区的幻觉的主要工具。

## 参加第二次世界大战
当男孩到了18岁时，他们被要求入伍或國家勞役團並「经过三周的最严格训练。灌輸他們纪律和绝对服从的需要。」女孩則被送往波兰，帮助德国农民耕种在二战期间從波兰人没收的土地。她们需要长时间工作去帮助没有经验的农民耕地，还被迫充当病人的保姆。除了工作以外，她们還有责任监督的「没有人违反纳粹规则和原则」。
自1943年至1944年，因為盟军部队越过边界进入德国，對希特勒青年團的要求越來越多。 年满16岁的德国青年人會被徵召入伍服全役。 通常，这些新兵會和國家民兵(人民冲锋队)中超過60歲的老年人在同一單位作戰。随着德軍在戰場上失勢，纳粹党變得绝望的，并开始培训小至十歲的男孩来操作军事级武器(如机枪、手榴弹、火箭筒等)。  他們更成立了希特勒青年團裝甲師在突出部之役等戰役戰鬥，由於不少小至15歲至16歲的青少年嚴重地缺乏訓練和有智慧的領導，伤亡人数急剧上升。

## 通过学校的政治宣传
不久之后德國1933年授權法通過，德国的学校和大学紛紛解僱犹太教师和教授。 1933年4月，没有任何犹太教师留在「雅利安人」学生上的學校，一個纳粹用來描述日耳曼民族的種族術語。
在教育系统中，犹太儿童亦常经歷到從他們的同輩和教師而來的嘲弄。 例如，犹太人儿童會被送到課室的後面，以向非犹太人的德国儿童重申猶太人劣于他们的概念。 此外，「教师也开始將犹太学生在生物學課期間挑出來作为种族不純潔的例子。 犹太孩子会被叫去站在全班面前，而老师就對他们的眼睛、耳朵、鼻子、嘴里，头发指指點點，和在纳粹的宣传單张中呈現的猶太人特徵作出比較」。 最后，在學校裡，犹太儿童被完全隔离在非犹太德國儿童之間。
在那隔离的日子，犹太教师被允许為猶太學生設立独立学校。 这做法卻有其自身的问题，因为犹太儿童经常被希特勒青年團員殴打和攻击，他們会在放學時等在門外，殴打離開學校的犹太男孩。 在1938年，犹太儿童被完全禁止接受教育，並在送往集中营前被迫離校。
从这一時間点开始，学校大量使用政治宣传向孩童灌输纳粹意识形态。教科书和海报用于教導德国青年「种族意识的重要」。 学生的学校作業常常有意识形态背景的設定。 下面的数学问题就是一个例子：「犹太人在德国是外來人士。 1933年，有66 000 000人生活在德国。 在这个总数中，有499,862是犹太人。 請問外來人士在德国佔了多少百分比？」 像這樣，教科书內容反覆申述犹太人是低等種族和被称为雅利安種族的德國人的优越性的信息。
与解雇犹太教育工作者同時而來的，国家社会主义教师联盟要求只有能证明自己是「雅利安人」的老師在教学德国的青年。 每一个教育工作者「需要提交一分一式三份的族譜和官方的血统證明」。此外，该联盟监测课程須要遵守纳粹党的价值观。 所有教育课程必须反映希特勒的目標；在课程的要求上，他们认为最重要的是教育德国儿童种族理论，并扩展到犹太问题。 到了1936年，97％的德國教育工作者都属于国家社会主义教师联盟。
在整个纳粹统治期間創作和出版的儿童书籍成為煽动幼童仇恨犹太人的工具。 这些书中载有贬低犹太人的插图；在这些书籍，犹太人被描绘为「通常很粗壮 ...姿勢彎或者歪曲；脚部扁平，黑色头发；有濃密粗糙的头发。 面孔通常都是深色，眼睛鼓凸，一个歪或弯曲的鼻子，眼皮挂著，挂著下唇，和濃密的胡子。」 此外，故事书例如《不要相信草地上的狐狸，也不要相信犹太人的誓言》發行，目的在于向德国兒童重申战争「正在争取把雅利安世界從在他們中间的犹太人外来侵略者手中拯救出來。」 而这類书籍被分配到学校的唯一目的是教导儿童纳粹意识形态。
此外，希特勒青年团和德國少女聯盟還定期 贊助课后活动和周末旅行。这些活动往往成為招攬參與活動學童入團的集會。希特勒青年团把體育和户外運动与纳粹意识形态結合。 同样的，联盟的德国女孩的强调集体的運動竞技，例如艺术体操，一種德国卫生当局认为「對女性身体來說不太劇烈，並幫助她們更好地擔任未來母亲的角色」的運動。这也有公开展示的用處。 当局希望透過这些运动和活动來鼓励「青年男女為了雅利安人全體的共同目標放棄自己的個性。」。

## 政治宣传对儿童的影响
希特勒的意识形态教导影響德国全部當代未成年人口 。这些孩子從小被灌輸纳粹意识形态，通过这个和强制加入青年组织，納粹黨教导出兒童對犹太人的憎恨。在1920年代，1930年代和1940年代初進入青年期的纳粹德国青年一直浸淫在种族主义和反犹太主义讲座，背诵納粹主義啟發的口号，阅读煽动性的宣传刊物，参加全国青年集会中 。受影响的孩子被教導要报告任何可能是不忠的活动或对话。孩子往往會打邻居、老师、宗教领袖，甚至自己的家人的小報告。通过这些手段，德国的青年被教成尊重、遵循，拥抱纳粹党和希特勒的意识形态的人。這些宣传对儿童的影响甚至持续到二战结束後的年日。
當战争來到最後階段，人們仍可聽到在柏林成為狼人隊員的希特拉青年團員唱「德国今天承認我们，明天[就是]整个世界」。即使在德国军队无条件投降之后，许多德国青年在狼人隊继续為納粹黨而戰。狼人隊的年轻成员坚信他们是為正义而戰，战争结束后，他们深感幻想破滅。在接下来的几年，盟軍佔領當局要求德国青年接受设计来对抗纳粹宣传的负面影响的去纳粹化程序。